# Nososticta chalybeostoma
Nososticta chalybeostoma – gatunek ważki z rodziny pióronogowatych (Platycnemididae).